# Mons Maraldi
Mons Maraldi ist ein Berg auf der nordöstlichen Mondvorderseite am westlichen Rand des Sinus Amoris, nordöstlich des gleichnamigen Kraters Maraldi. 
Er hat einen Durchmesser von rund 16 km.
Der Mons Maraldi wurde 1976 nach dem italienischen Astronomen und Geodäten Giovanni Domenico Maraldi und dem französischen Astronomen Jacques Philippe Maraldi benannt. 